# Grant Schubert
Grant Luke Schubert (Loxton, 1 augustus 1980) is een Australisch hockeyer.
Schubert maakte zijn debuut voor The Kookaburras in 2003 op 9 juli tijdens een vriendschappelijke wedstrijd tegen Duitsland. In dat jaar werd hij tevens verkozen tot World Hockey Young Player of the Year door de FIH. Hij speelde in Nederland in 2004 na de Olympische Spelen bij HC Kampong en na hun degradatie in 2005 bij HC Klein Zwitserland in de Hoofdklasse. 
De aanvaller heeft tevens veel blessures gekend. In 2006 kon hij niet deelnemen aan de WK hockey en in 2008 miste hij de halve eindstrijd van de Olympische Spelen 2008 door beide een knieblessure. In 2011 in de voorbereiding op de Spelen van 2012 verdween Schubert voor langere tijd uit de nationale ploeg wegens een achillespeesblessure. Uiteindelijk haalde hij niet de definitieve selectie van bondscoach Ric Charlesworth. Op 7 november 2012 maakte Schubert bekend een punt achter zijn interlandloopbaan te hebben gezet.

## Erelijst
- 2003 –  Champions Trophy, Amstelveen
- 2004 –  Olympische Spelen, Athene
- 2005 –  Champions Trophy, Chennai
- 2006 –  Gemenebestspelen, Melbourne
- 2007 –  Champions Trophy, Kuala Lumpur
- 2008 –  Olympische Spelen, Beijing
- 2008 –  Champions Trophy, Rotterdam
- 2009 –  Champions Trophy, Melbourne
- 2010 –  Wereldkampioenschap, New Delhi, India

## Onderscheidingen
- 2003 – FIH Junior Player of the World